# Dzsamál as-Saríf
Dzsamál as-Saríf (arabul: جمال الشريف, modern vokalizációval Dzsamál es-Saríf, a nyugati sajtóban Jamal Al Sharif; Damaszkusz, 1954. december 8. –) szíriai nemzetközi labdarúgó-játékvezető, az adzs-Dzsazíra sportcsatornánál dolgozik.

## Pályafutása

### Nemzeti játékvezetés
Az I. Liga játékvezetőjeként 1997-ben vonult vissza.

### Nemzetközi játékvezetés
A Szíriai labdarúgó-szövetség Játékvezető Bizottsága (JB) terjesztette fel nemzetközi játékvezetőnek, a Nemzetközi Labdarúgó-szövetség (FIFA) 1984-től tartotta nyilván bírói keretében. Több nemzetek közötti válogatott és klubmérkőzést vezetett, vagy működő társának partbíróként segített. Pályafutása salatt elismert, kiemelkedően foglalkoztatott játékvezető volt.A szíriai nemzetközi játékvezetők rangsorában, a világbajnokság sorrendjében az első helyet foglalja el 6 találkozó szolgálatával. Az aktív nemzetközi játékvezetéstől 1997-ben búcsúzott.

#### Labdarúgó-világbajnokság

##### U20-as labdarúgó-világbajnokság
Szovjetunió rendezte az 5., az 1985-ös ifjúsági labdarúgó-világbajnokságot, ahol a FIFA JB bemutatta a nemzetközi résztvevőknek.

###### 1985-ös ifjúsági labdarúgó-világbajnokság
| Időpont             | Helyszín                           | Mérkőzés típusa              | Mérkőzés               | Eredmény | Nézők száma |
| ------------------- | ---------------------------------- | ---------------------------- | ---------------------- | -------- | ----------- |
| 1985. augusztus 27. | Borisz Paicsadze Stadion, Tbiliszi | csoportmérkőzés (B. csoport) | Brazília–Spanyolország | 2 – 0    | 20 000      |

---
A világbajnoki döntőhöz vezető úton Mexikóba a XIII., az 1986-os labdarúgó-világbajnokságra, Olaszországba a XIV., az 1990-es labdarúgó-világbajnokságra, Amerikai Egyesült Államokba a XV., az 1994-es labdarúgó-világbajnokságra, valamint Franciaországba a XVI., az 1998-as labdarúgó-világbajnokságra a FIFA JB bíróként alkalmazta. Selejtező mérkőzéseket a CAF, az AFC és az OFC zónában vezetett. A FIFA JB elvárása szerint, ha nem vezetett, akkor partbíróként tevékenykedett. 1986-ban egy csoportmérkőzésen 2. számú besorolást kapott. 1990-ben két csoportmérkőzésen 2 számú, az egyik nyolcaddöntőn egyes besorolásban szolgált, játékvezetői sérülés esetén továbbvezethette volna a találkozót. 1994-től a vezető játékvezetőnek már nem kell partbírói feladatot ellátnia. Világbajnokságon vezetett mérkőzéseinek száma: 6 + 4 (partbíró).
Vele együtt 6 világbajnoki mérkőzést eddig csak öt játékvezető teljesíthetett: Arturo Brizio Carter (1994,- 1998),- Ivan Eklind (1934,- 1938,- 1950), Arthur Ellis (1950,- 1954,- 1958), Nyikolaj Gavrilovics Latisev (1958,- 1962) és Gamál al-Gandúr (1998,- 2002).

##### 1986-os labdarúgó-világbajnokság

###### Selejtező mérkőzés
| Időpont           | Helyszín                      | Mérkőzés típusa           | Mérkőzés      | Eredmény | Nézők száma |
| ----------------- | ----------------------------- | ------------------------- | ------------- | -------- | ----------- |
| 1985. április 19. | Központi Stadion, Kuvaitváros | előselejtező (2. csoport) | Irak–Jordánia | 2 – 0    |             |

###### Világbajnoki mérkőzés
| Időpont          | Helyszín                             | Mérkőzés típusa              | Mérkőzés            | Eredmény | Nézők száma |
| ---------------- | ------------------------------------ | ---------------------------- | ------------------- | -------- | ----------- |
| 1986. június 6.  | Sergio León Chavez Stadion, Irapuato | csoportmérkőzés (C. csoport) | Magyarország–Kanada | 2 – 0    | 13 800      |
| 1986. június 18. | Azték Stadion, Mexikóváros           | egyik nyolcaddöntő           | Anglia–Paraguay     | 3 – 0    | 98 728      |

##### 1990-es labdarúgó-világbajnokság

###### Selejtező mérkőzés
| Időpont          | Helyszín                | Mérkőzés típusa           | Mérkőzés  | Eredmény | Nézők száma |
| ---------------- | ----------------------- | ------------------------- | --------- | -------- | ----------- |
| 1989. július 22. | Városi Stadion, Teherán | előselejtező (5. csoport) | Irán–Kína | 3 – 2    | 90 000      |

###### Világbajnoki mérkőzés
| Időpont          | Helyszín                  | Mérkőzés típusa              | Mérkőzés                           | Eredmény | Nézők száma |
| ---------------- | ------------------------- | ---------------------------- | ---------------------------------- | -------- | ----------- |
| 1990. június 19. | Comunale Stadion, Firenze | csoportmérkőzés (A. csoport) | Ausztria–Amerikai Egyesült Államok | 2 – 1    | 34 857      |

##### 1994-es labdarúgó-világbajnokság

###### Selejtező mérkőzés
| Időpont          | Helyszín                        | Mérkőzés típusa             | Mérkőzés                      | Eredmény | Nézők száma |
| ---------------- | ------------------------------- | --------------------------- | ----------------------------- | -------- | ----------- |
| 1993 május 5.    | Városi Stadion, Dubaj           | előselejtező (F. csoport)   | Banglades–Thaiföld            | 1 – 4    |             |
| 1993 május 7.    | Városi Stadion, Dubaj,          | előselejtező (F. csoport)   | Egyesült Arab Emírségek–Japán | 1 – 1    |             |
| 1993. július 18. | Szeptember 28. Stadion, Conakry | döntő (3. kör-, C. csoport) | Guinea–Kamerun                | 0 – 1    | 15 000      |

###### Világbajnoki mérkőzés
| Időpont          | Helyszín                        | Mérkőzés típusa              | Mérkőzés            | Eredmény | Nézők száma |
| ---------------- | ------------------------------- | ---------------------------- | ------------------- | -------- | ----------- |
| 1994. június 18. | Rose Bowl Stadion, Pasadena     | csoportmérkőzés (A. csoport) | Kolumbia–Románia    | 1 – 3    | 93 586      |
| 1994. június 28. | Stanford Stadion, Palo Alto     | csoportmérkőzés (B. csoport) | Oroszország–Kamerun | 6 – 1    | 74 914      |
| 1994. július 5.  | Giants Stadion, East Rutherford | egyik nyolcaddöntő           | Mexikó–Bulgária     | 1 – 1    | 71 030      |

##### 1998-as labdarúgó-világbajnokság

###### Selejtező mérkőzés
| Időpont              | Helyszín                       | Mérkőzés típusa       | Mérkőzés             | Eredmény | Nézők száma |
| -------------------- | ------------------------------ | --------------------- | -------------------- | -------- | ----------- |
| 1997. június 1.      | Olimpiai Stadion, Szöul        | első kör (6. csoport) | Dél-Korea–Thaiföld   | 0 – 0    | 20 000      |
| 1997. szeptember 19. | Jassim Bin Hamad Stadion, Doha | döntő (A. csoport)    | Katar–Kuvait         | 0 – 2    | 10 000      |
| 1997. július 5.      | Központi Stadion, Sydney       | döntő (2. mérkőzés)   | Ausztrália–Új-Zéland | 2 – 0    |             |

#### Afrikai nemzetek kupája
Algéria a 17., az 1990-es afrikai nemzetek kupája, Tunézia a 19., az 1994-es afrikai nemzetek kupája labdarúgó tornát rendezte, ahol a CAF JB játékvezetőként alkalmazta.

##### 1990-es afrikai nemzetek kupája

###### CONCACAF-aranykupa mérkőzés
| Időpont          | Helyszín                        | Mérkőzés típusa              | Mérkőzés         | Eredmény | Nézők száma |
| ---------------- | ------------------------------- | ---------------------------- | ---------------- | -------- | ----------- |
| 1990. március 6. | 1956 május 19-e Stadion, Annába | csoportmérkőzés (B. csoport) | Szenegál–Kamerun | 2 – 0    | 12 000      |

##### 1994-es afrikai nemzetek kupája

###### CONCACAF-aranykupa mérkőzés
| Időpont           | Helyszín                  | Mérkőzés típusa              | Mérkőzés                                | Eredmény | Nézők száma |
| ----------------- | ------------------------- | ---------------------------- | --------------------------------------- | -------- | ----------- |
| 1994. március 27. | Olimpiai Stadion, Szúsza  | csoportmérkőzés (C. csoport) | Elefántcsontpart–Sierra Leone           | 4 – 0    | 10 000      |
| 1994. március 30. | El Menzah Stadion, Tunisz | csoportmérkőzés (A. csoport) | Tunézia–Kongói Demokratikus Köztársaság | 1 – 1    | 45 000      |
| 1994. április 3.  | Olimpiai Stadion, Szúsza  | egyik negyeddöntő            | Zambia–Szenegál                         | 1 – 1    | 8000        |

#### Ázsia-kupa
Japán a 10, az 1992-es Ázsia-kupát, Egyesült Arab Emírségek a 11.,  az 1996-os Ázsia-kupát rendezte, ahol az AFC JB hivatalnokként foglalkoztatta.

##### 1992-es Ázsia-kupa

###### Selejtező mérkőzés
| Időpont         | Helyszín               | Mérkőzés típusa           | Mérkőzés                       | Eredmény | Nézők száma |
| --------------- | ---------------------- | ------------------------- | ------------------------------ | -------- | ----------- |
| 1992. május 27. | Városi Stadion, Al Ain | előselejtező (2. csoport) | Egyesült Arab Emírségek–Kuvait | 3 – 2    |             |

##### Ázsia-kupa bajnoki mérkőzés
| Időpont           | Helyszín                   | Mérkőzés típusa              | Mérkőzés                     | Eredmény | Nézők száma |
| ----------------- | -------------------------- | ---------------------------- | ---------------------------- | -------- | ----------- |
| 1992. november 1. | Big Arch Stadion, Hirosima | csoportmérkőzés (A. csoport) | Irán–Egyesült Arab Emírségek | 0 – 0    | 25 000      |
| 1992. november 3. | Big Arch Stadion, Hirosima | csoportmérkőzés (A. csoport) | Japán–Irán                   | 1 – 0    | 37 000      |
| 1992. november 8. | Big Arch Stadion, Hirosima | döntő                        | Japán–Szaúd-Arábia           | 1 – 0    | 60 000      |

#### Ázsia-kupa bajnoki mérkőzés
| Időpont            | Helyszín                            | Mérkőzés típusa              | Mérkőzés         | Eredmény | Nézők száma |
| ------------------ | ----------------------------------- | ---------------------------- | ---------------- | -------- | ----------- |
| 1996. december 4.  | Bingo Sport Park Stadion, Abu-Dzabi | csoportmérkőzés (A. csoport) | Indonézia–Kuvait | 2 – 2    | 10 000      |
| 1996. december 16. | Ál Maktúm Stadion, Dubaj            | egyik negyeddöntő            | Dél-Korea–Irán   | 2 – 6    | 19 000      |

#### Olimpiai játékok
Az 1988. évi nyári olimpiai játékok labdarúgó tornájának végső szakaszán a FIFA JB bíróként alkalmazta.

##### 1988. évi nyári olimpiai játékok
| Időpont              | Helyszín                | Mérkőzés típusa              | Mérkőzés                            | Eredmény | Nézők száma |
| -------------------- | ----------------------- | ---------------------------- | ----------------------------------- | -------- | ----------- |
| 1988. szeptember 18. | Városi Stadion, Tegu    | csoportmérkőzés (C. csoport) | Amerikai Egyesült Államok–Argentína | 1 – 1    | 18 500      |
| 1988. szeptember 27. | Goodeok Stadion, Puszan | egyik elődöntő               | Olaszország–Szovjetunió             | 2 – 3    | 10 000      |

#### Konföderációs kupa
Szaúd-Arábia adott otthont az 1., az 1992-es konföderációs kupa tornának, ahol a FIFA JB hivatalnokként foglalkoztatta.

##### 1992-es konföderációs kupa
| Időpont           | Helyszín                       | Mérkőzés típusa | Mérkőzés                   | Eredmény | Nézők száma |
| ----------------- | ------------------------------ | --------------- | -------------------------- | -------- | ----------- |
| 1992. október 16. | II. Fahd király Stadion, Rijád | egyik elődöntő  | Argentína–Elefántcsontpart | 4 – 0    | 15 000      |

#### A magyar labdarúgó-válogatott mérkőzései (1902–1929)
| Időpont          | Helyszín              | Mérkőzés típusa              | Mérkőzés                      | Eredmény | Nézők száma |
| ---------------- | --------------------- | ---------------------------- | ----------------------------- | -------- | ----------- |
| 1986. január 30. | Al-Ahly Stadion, Doha | felkészülési (600. mérkőzés) | Ázsia-válogatott–Magyarország | 0 – 3    | 2500        |

## Szakmai sikerek
- A IFFHS (International Federation of Football History & Statistics) 1987-2011 évadokról tartott nemzetközi szavazásán 151, játékvezető besorolásával minden idők 117, legjobb bírójának rangsorolta, holtversenyben Stefano Farina, Massimo de Santis, Dermot Gallagher, Eduardo Iturralde González, Gianluca Paparesta, Marco Rodríguez és Alekszej Nyikolajevics Szpirin társaságában.
- 2001-ben a nemzetközi játékvezetés hírnevének erősítése, hazájában 10 éve a legmagasabb Ligában (osztályban) folyamatosan tevékenykedő, eredményes pályafutása elismeréseként, a FIFA JB felterjesztésére az 1965-ben alapított International Referee Special Award címmel és oklevéllel tüntette ki.